# Жула Володимир Петрович
Володимир Петрович Жула (нар. 9 травня 1972, Прилуки) — український педагог, колишній волейболіст, гравець національної збірної України в 1995—2001 роках. Майстер спорту України з волейболу, дворазовий чемпіон України, триразовий володар Кубку України, багаторазовий призер чемпіонату та кубку України, чемпіон і володар Кубку Ізраїлю, чемпіон СРСР, кандидат педагогічних наук.

## Біографія
Жула Володимир Петрович народився 9 травня 1972 року в м. Прилуках.
У 1990 році закінчив Київську середню загальноосвітню школу-інтернат спортивного профілю (присвоєно кваліфікацію «тренер зі спорту (волейбол)»). З 1990 по 1995 рік навчався на факультеті фізичного виховання Чернігівського державного педагогічного інституту імені Т. Г. Шевченка за спеціальністю «Фізична культура» та отримав кваліфікацію «Вчитель фізичної культури». У 2014 році закінчив аспірантуру Чернігівського національного педагогічного університету імені Т. Г. Шевченка та захистив кандидатську дисертацію. Володимир має дружню родину, дружина Лідія — кандидат.пед.наук, доцент; доньки: Ганна та Ольга (спортсменки: волейбол).
Грав у клубах «Азот» (Черкаси, 1988—1990 і 1995—2002), «Шахтар» (Донецьк, 1990—1991), «Локомотив» (Київ, 1991—1993), «Буревісник» (Чернігів, 1993—1995, 2004—2012?). У 2002—2003 роках грав в Ізраїлі.

### Трудова діяльність
У 2005—2011 роки працював на посаді старшого інспектора спортивної команди УМВС України в Чернігівській області (звання — капітан міліції). З вересня 2011 року працює викладачем кафедри спорту Чернігівського національного університету імені Тараса Шевченка. З 2015 року доцент кафедри спорту.
З 2004 по 2007 р. головний тренер чоловічої волейбольної команди «Буревісник», з 2007 по 2014 рік тренер чоловічої волейбольної команди суперліги України «Буревісник-ШВСМ». З 2014 року головний тренер жіночої волейбольної команди суперліги України «Педуніверситет-ШВСМ». Член виконкому Федерації волейболу України (ФВУ), голова комісії атлетів ФВУ.

### Наукова діяльність
Автор більше 10 фахових наукових статей. Співавтор підручника під грифом МОН «Волейбол у фізичному вихованні студентів».
Кандидатська дисертація з педагогічних наук за темою: «Розвиток рухових умінь майбутніх учителів фізичної культури в процесі занять волейболом», спеціальність 13.00.02 — теорія та методика навчання (фізична культура, основи здоров'я).

## Досягнення
- Майстер спорту України з волейболу,
- гравець національної збірної України в 1995—2001 р.,
- дворазовий чемпіон України, триразовий володар Кубку України, багаторазовий призер чемпіонату та кубку України,
- учасник XVIII Всесвітньої Універсіади м. Фукуока (Японія) 1995 р.,
- учасник чемпіонату світу з волейболу (м. Сендай, Японія, 1998 р.),
- триразовий переможець щорічного Міжнародного турніру «Rashid international volleyball tournament» (м. Дубаї, ОАЕ, 1998—2000),
- найкращий волейболіст чемпіонату України сезону 1999—2000,
- фіналіст Європейського кубку топ команд з волейболу 2002—2003 р.,
- чемпіон та володар кубку Ізраїлю 2003—2004 р.,
- чемпіон VIII Універсіади України серед вищих навчальних закладів 2007 р. (тренер),
- срібний призер 8-го чемпіонату Європи з волейболу серед поліцейських (м. Варна, Болгарія) 2009 р. (тренер),
- бронзовий призер ХІІ Універсіади України серед вищих навчальних закладів 2015 р. (тренер),
- чемпіон СРСР.

## Нагороди
- Почесна грамота Управління у справах молоді та спорту Чернігівської облдержадміністрації (2005, 2007).
- Почесна грамота Федерації волейболу України (2011).
- Відзнака МВС України «За відзнаку в службі» (2008).
- Почесна грамота обласної ради з врученням нагрудного знаку (2016).

### Сім'я
Має дочок Ольгу, Анну, які теж є волейболістками.